# Jan Antonisz. van Ravesteyn

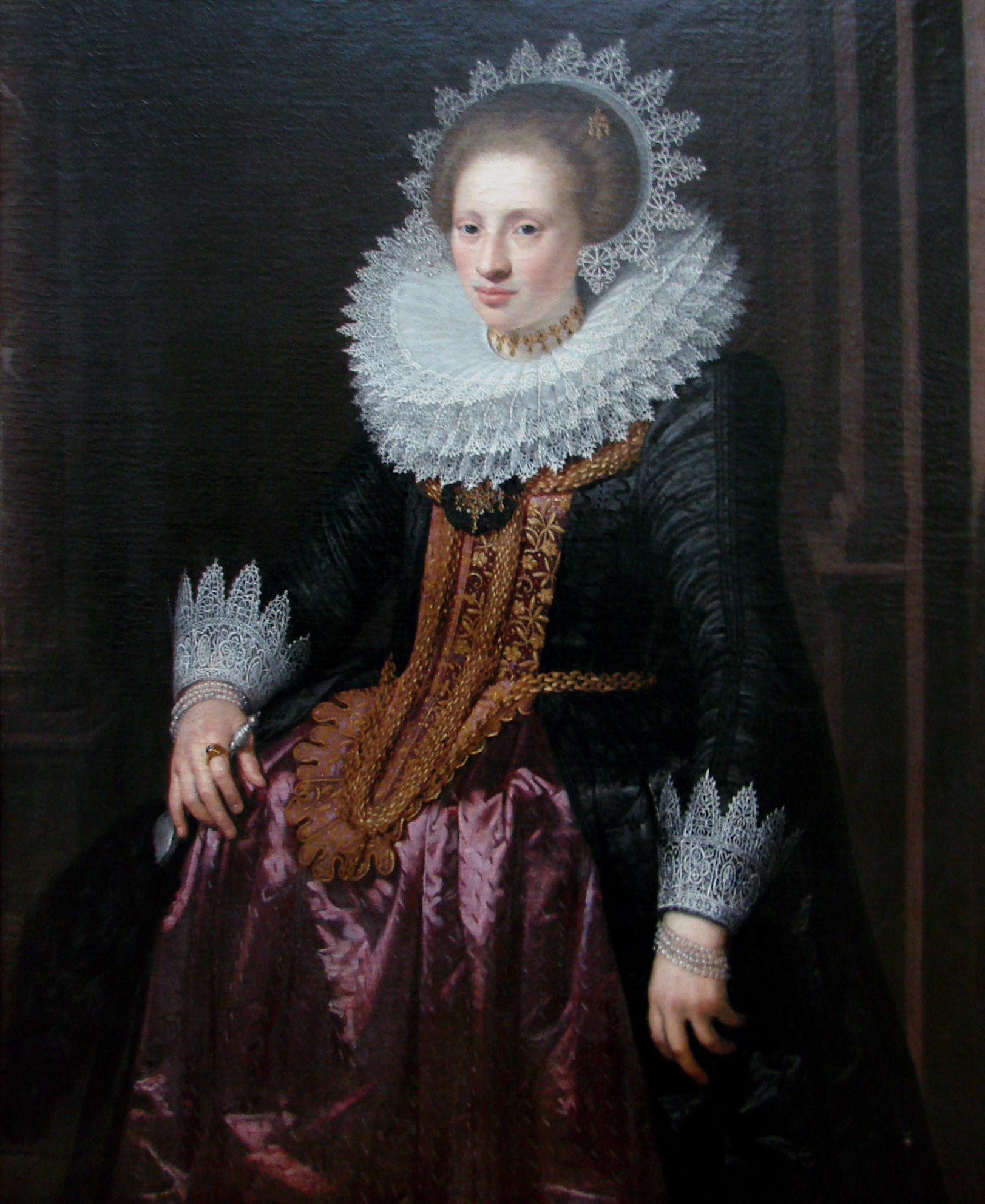
Portret kobiety, 1620, Palais des Beaux-Arts w Lille

Jan Antonisz. van Ravesteyn (ur. ok. 1572 w Hadze, pochowany 21 czerwca 1657 tamże) – holenderski malarz barokowy.

## Życiorys
Portrecista dworski związany z dworem w Hadze i tworzący pod wpływem Michiela van Mierevelta. W latach 1610–1630 malował oficjalne portrety rodziny panującej. Współcześnie jego prace cenione są głównie ze względów historycznych.
W zbiorach Rijksmuseum w Amsterdamie znajduje się czterdzieści prac Ravesteyna.